# Bat*21
Bat*21 is een Amerikaanse oorlogsfilm uit 1988 onder regie van Peter Markle. Het verhaal is gebaseerd op dat uit het boek BAT-21 van William C. Anderson, die dit zelf mee bewerkte tot scenario.

## Verhaal
Een hoge Amerikaanse officier komt tijdens de Vietnamoorlog in vijandig gebied terecht nadat zijn toestel wordt neergeschoten. Luitenant-kolonel Iceal Hambleton (Gene Hackman) is de enige overlevende van de crash. Hij kent te veel geheimen om hem in vijandige handen te laten vallen. Zijn enige hulp is Bartholomew 'Bird-Dog' Clark (Danny Glover), de piloot van een verkenningsvliegtuigje die hem vanuit de lucht begeleidt.
Wanneer een reddingspoging mislukt, verlaat Bat 21 zijn positie. Hij weet dat het gebied binnen de kortste keren zal worden gebombardeerd. Om de vijand te misleiden, gebruikt hij golftermen om zijn positie door te geven. Er volgt een race tegen de klok om op tijd de rivier te bereiken, waar zich patrouilleboten van de Amerikaanse marine bevinden.

## Rolverdeling
| Acteur               | Personage                            |
| -------------------- | ------------------------------------ |
| Gene Hackman         | Luitenant Colonel Iceal Hambleton    |
| Danny Glover         | Captain Bartholomew 'Bird-Dog' Clark |
| Jerry Reed           | Colonel George Walker                |
| David Marshall Grant | Ross Carver                          |
| Clayton Rohner       | Sergeant Harley Rumbaugh             |
| Erich Anderson       | Major Jake Scott                     |
| Joe Dorsey           | Colonel Douglass                     |

## Trivia
- Bat*21 is opgenomen in Sabah, Maleisië.